# Robert Sycz
Robert Sycz, född den 15 november 1973 i Warszawa i Polen, är en polsk roddare.
Han tog OS-guld i lättvikts-dubbelsculler i samband med de olympiska roddtävlingarna 2004 i Aten.